# Кісарагі-Мару
Кісарагі-Мару — транспортне судно, яке під час Другої світової війни взяло участь у операціях японських збройних сил на Соломонових островах та в архіпелазі Бісмарка.
Кісарагі-Мару спорудили в 1935 році на верфі компанії Osaka Iron Works у Інношимі на замовлення компанії Kinkai Kaisoku Kisen із Осаки.
Під час Другої світової війни судно реквізували для потреб Імперського флоту Японії.
З кінця 1942-го Кісарагі-Мару здійснювало рейси між Рабаулом (головна передова баз японців на острові Нова Британія в архіпелазі Бісмарка) та якірною стоянкою Шортленд — прикритою групою невеликих островів Шортленд акваторії біля південного завершення острова Бугенвіль. Саме тут зазвичай відстоювались легкі бойові кораблі та перевалювались вантажі для подальшої відправки у зону активних бойових дій на Гуадалканалі, а після його полишення — до островів Нова Джорджія.
9 січня 1943-го Кісарагі-Марі взяв участь у порятунку людей із судна Йошиногава-Мару за кілька десятків кілометрів на схід від Бугенвілю.
14 лютого 1943-го Кісарагі-Мару перебував в Буїні (порт на Бугенвілі в акваторії, прикритій островами Шортленду), коли стався наліт 9 бомбардувальників PB4Y-1 під прикриттям 10 винищувачів P-38 «Лайтнінг» та 12 винищувачів-бомбардувальників F4U «Корсар», які піднялись з аеродрому Гендерсон-Філд на Гуадалканалі. Кісарагі-Мару зазнав пошкоджень від двох близьких вибухів, проте зміг повернутись до Рабаулу, а от інший транспорт Хітачі-Мару був знищений внаслідок цього удару (японські винищувачі, що прибули на місце атаки, збили 8 американських літаків).
4 березня 1943-го Кісарагі-Мару разом із судном Кьоєй-Мару вийшов із району стоянки Шортленд під охороною мисливця за підводними човнами CH-22. Невдовзі їх атакувало близько десятка літаків, проте цей повітряний напад вдалось відбити.
У якийсь із подальших епізодів бойових дій судно потопили в гавані Рабаулу, причому це не могло статись раніше 29 серпня 1943-го, щодо якого відомо про рейс Кісарагі-Мару від Шортленду та до Рабаулу. Враховуючи глибини в гавані, судно затонуло не повністю і його корма стирчала над водою.